# Jucancistrocerus tachkensis
Jucancistrocerus tachkensis är en stekelart som först beskrevs av Dalla Torre.  Jucancistrocerus tachkensis ingår i släktet Jucancistrocerus och familjen Eumenidae. Inga underarter finns listade i Catalogue of Life.